# Alfonso Cabezas Aristizábal
Alfonso Cabezas Aristizábal, CM (Neiva, 11 de diciembre de 1943) es un eclesiástico colombiano de la Iglesia católica que fue obispo auxiliar de Cali, obispo de Villavicencio. Actualmente, es obispo emérito y pertenece a la Congregación de la Misión, de la provincia de Estados Unidos.

## Vida y obra

### Sacerdocio y episcopado
Monseñor Cabezas, fue nombrado obispo de Zama minor (diócesis antiguas que se le titulan a obispos para mantener vivo el recuerdo de esas Diócesis que existieron) estudió en el Seminario Menor de los padres Vicentinos (Congregación de la Misión), en Santa Rosa de Cabal (Risaralda).
Estudió filosofía y teología en el seminario de la Congregación de la Misión en la antigua casa provincial de Bogotá. Estudió en Roma teología bíblica, en la Universidad Pontificia Gregoriana.
Se incorporó en la Congregación mediante los votos y el 6 de mayo de 1966, fue ordenado diácono por el Papa Pablo VI en 1968, cuando el sumo Pontífice visitó Colombia, fue ordenado sacerdote en Bogotá, el 24 de mayo de 1969.
En el ejercicio de su ministerio fue rector de los seminarios de Popayán, Ibagué, de la Apostólica de Santa Rosa de Cabal, del seminario interno en Funza, 
El 25 de abril de 1988, Juan Pablo II, lo llamó al episcopado, y fue ordenado el 4 de junio de 1988, se le asignó como obispo auxiliar de Cali; El 13 de mayo de 1992 fue nombrado obispo coadjutor electo de Villavicencio (Hoy Arquidiócesis de Villavicencio), cargo que desempeñó hasta el 3 de mayo de 1994 cuando fue nombrado Obispo de la Diócesis de Villavicencio (Hoy Arquidiócesis de Villavicencio) hasta el 16 de junio de 2001 cuando renunció a la sede episcopal. Actualmente, vive en Estados Unidos y está en la Provincia de Estados Unidos de la Congregación de la Misión.